# ギルド・マホネス
ギルド・マホネス（Gildo Mahones、1929年6月2日 - 2018年4月27日）は、アメリカのジャズ・ピアニスト。

## 略歴
アメリカ・ニューヨーク市生まれ。活動初期には、ジョー・モリス（1948年）、ミルト・ジャクソンと共演した。朝鮮戦争中に軍で演奏した後、1953年から1956年にかけてレスター・ヤングと共演した。1950年代後半にチャーリー・ラウズ、ジュリアス・ワトキンスがメンバーのジャズ・モーズや、ソニー・スティット、ベニー・グリーンとツアーに出た。1959年から1964年にはランバート、ヘンドリックス&ロスのバックで演奏していた。
ランバート、ヘンドリックス&ロスの解散時、スタジオ・ミュージシャンとジャズのサイドマンとして活動していたギルド・マホネスはロサンゼルスへ移った。自身のトリオを率い、ジェームス・ムーディ、ハロルド・ランド、ブルー・ミッチェル、ジム・ホール、ビッグ・ジョー・ターナー、ベニー・カーター、ポニー・ポインデクスター、ブッカー・アーヴィン、ジミー・ウィザースプーンのレコーディングに参加した。
2018年4月27日に死去。88歳没。

## ディスコグラフィ

### リーダー・アルバム
- 『アイム・シューティング・ハイ』 - I'm Shooting High (1963年、Prestige)
- The Great Gildo (1964年、Prestige)
- Gildo Mahones Trio (1990年、Interplay)

### 参加アルバム
ケニー・バレル
- Bluesy Burrell (1963年、Moodsville)

ビル・コスビー
- Badfoot Brown & the Bunions Bradford Funeral & Marching Band (1971年、Uni)
- Bill Cosby Presents Badfoot Brown & the Bunions Bradford Funeral Marching Band (1972年、Sussex)

テッド・カーソン
- 『ファイアー・ダウン・ビロウ』 - Ted Curson Plays Fire Down Below (1962年、Prestige)

ブッカー・アーヴィン
- 『ザ・ブルース・ブック』 - The Blues Book (1964年、Prestige)
- 『グルーヴィン・ハイ』 - Groovin' High (1963–64年、Prestige)

ベニー・グリーン
- 『ウォーキン&トーキン』 - Walkin' & Talkin' (1959年、Blue Note)

ジョン・ヘンドリックス
- 『ア・グッド・ギット・トゥゲザー』 - A Good Git-Together (1959年、Pacific Jazz)

ウィリス・ジャクソン
- Neapolitan Nights (1962年、Prestige)

ランバート、ヘンドリックス&ロス
- 『ザ・ホテスト・ニュー・グループ・イン・ジャズ』 - The Hottest New Group in Jazz (1960年、Columbia)

ランバート、ヘンドリックス&ベヴァン
- 『アット・ベイズン・ストリート・イースト』 - At Basin Street East (1963年、RCA Victor)
- 『ニューポートのランバート・ヘンドリックス・ベヴァン』 - At Newport '63 (1963年、RCA Victor)
- 『ヴィレッジ・ゲイトのランバート、ヘンドリックス&ベヴァン』 - Havin' a Ball at the Village Gate (1963年、RCA Victor)

ポニー・ポインデクスター
- 『ポニーズ・エクスプレス』 - Pony's Express (1962年、Epic)
- Pony Poindexter Plays the Big Ones (1963年、New Jazz)
- 『ガンボ!』 - Gumbo! (1963年、Prestige) ※with ブッカー・アーヴィン

チャーリー・ラウズ
- 『ウィ・ペイド・アワ・デューズ』 - We Paid Our Dues (1961年、CBS) ※セルダン・パウエルとのスプリット盤。ラウズとの共演のみ

ソニー・スティット
- Sonny Stitt with Strings: A Tribute to Duke Ellington (1977年、Catalyst)

ジュリアス・ワトキンス & チャーリー・ラウズ
- 『レ・ジャズ・モード』 - Les Jazz Modes (1957年、Dawn)
- 『ムード・イン・スカーレット』 - Mood in Scarlet (1957年、Dawn) ※ル・モード名義
- 『モスト・ハッピー・フェラ』 - The Most Happy Fella (1958年、Atlantic) ※ジャズ・モーズ名義
- The Jazz Modes (1959年、Atlantic)

フランク・ウェス
- Yo Ho! Poor You, Little Me (1963年、Prestige)

ジミー・ウィザースプーン
- Baby, Baby, Baby (1963年、Prestige)
- Blue Spoon (1964年、Prestige)